# Pseudoscaphirhynchus fedtschenkoi
Pseudoscaphirhynchus fedtschenkoi е вид лъчеперка от семейство Есетрови (Acipenseridae).

## Разпространение
Видът е разпространен в Казахстан, Таджикистан и Узбекистан, където е ендемичен за река Сърдаря.